# Erik Nyman (botanist)
Erik Olof August Nyman, född den 13 oktober 1866 i Linköping, död den 29 juli 1900 i München, var en svensk botanist.
Nyman blev filosofie doktor i Uppsala 1896 på avhandlingen Om byggnaden och utvecklingen af Oedipodium Griffithianum (Dicks.) Schwæger och företog en botanisk resa till Java och Nya Guinea 1897–1900, varifrån han hemsände värdefulla samlingar. Nyman efterlämnade några smärre botaniska skrifter, särskilt inom sitt huvudstudium, bryologin. Efter honom är svampsläktet Nymanomyces uppkallat.